# Les Abeilles de monsieur Holmes
Les Abeilles de monsieur Holmes (A Slight Trick of the Mind) est un roman américain de Mitch Cullin paru en avril 2005 chez les éditions Doubleday. Sa traduction française, signée par Hélène Collon, est parue en 2007 chez Naïve éditions. Il s'agit d'un pastiche holmésien, c'est-à-dire une aventure de Sherlock Holmes imaginée par un autre auteur que son créateur Sir Arthur Conan Doyle.

## Résumé
En 1947, le célèbre détective Sherlock Holmes est à la retraite. Il vit désormais dans le Sussex, où il ne demande rien de mieux que pouvoir continuer à s'occuper de ses abeilles. Or, malgré ses 93 ans, des personnes continuent à venir le voir et à compter sur lui pour trouver des réponses à leurs questions existentielles. Tout cela pousse Holmes à se rappeler d'événements lointains et douloureux, qu'il ne pensait pas voir un jour revenir à la surface...

## Adaptation cinématographique
En septembre 2013, une adaptation du roman est annoncée, avec comme réalisateur Bill Condon (Twilight, chapitres IV et V : Révélation, Le Cinquième Pouvoir) et dans le rôle principal l'acteur Ian McKellen (Gandalf dans Le Seigneur des anneaux, Magnéto dans X-Men). Ce dernier dévoile lui-même sur Twitter en juillet 2014 une photo de lui sur le tournage. Le film est sorti en 2015.